# سوكنة
سوكنة مدينة ليبية تقع بالسفوح الشمالية لأطراف القسم الشرقي من جبال السوداء علي خط عرض 29,1 وخط طول 15,8 وترتفع عن سطح البحر بنحو 315 متراً إلى الجنوب الشرقي من مدينة طرابلس التي تبعد عنها 600كم. وتتبع المدينة إداريا بلدية الجفرة في وسط ليبيا ويسكن سوكنة قبيلتي السواكنة ورياح وقبيلة السواكنة تعود أصولها ونسبها إلى قبيلة هواره،  كما يقيم بها عرب رحل  من طرابلس وسرت، وهم فيها منذ دخول العرب لإفريقيا. وتعد سوكنة من أقدم أماكن الاستقرار السكاني بمنطقة الجفرة، حيث اشتملت مراحلها الزمنية علي ثلاثة حضارات متعاقبة وفقاً لما تشير اليه بعض المصادر التاريخية بصور ضمنية وتؤكده الشواهد الأثرية الباقية حتي الآن ، كانت سوكنة غنية بعيون المياه العذبة والتي لاتتوفر في باقي مناطق الجفرة والتي جفت اغلبها بعد انشاء المشاريع الزراعية ومن العيون الرئيسية عين شجار والحمام وعيون زاوق والفقار وكيو كيو والعرجة وعيون فرجان والوشكة وقطيفة وكانت سوكنة تضم احياء مترامية الأطراف تتمركز في حطايا النخيل والعيون وهي ( القصير ، زاوق ، شجار ، الحمام ، طاري ، الفقار ، تليلة ، فرجان ، توريرين (هونحتليا)، قطيفة ، الوشكة ) وكانت كل هذه التجمعات تسمى (هل ) ومركزها مدينة زاوق المدفونة ، وذكرها البكري على انها مدينة ذات عيون كثيرة وغزيرة الماء وتبعد عن هون مسير يوم الى الغرب من ودان وتوجد في اودية سوكنة الكثير من النقوش والاثار المدفونة التي تحتاج الى الاكتشاف والدراسة ووجدت بها مناطق استيطان ونقوش عمرها اكثر من 10000  سنة وبها الكثير من النقوش النادرة التي تروي تاريخ المدينة 
بلغ سكانها حسب تعداد عام 2006 حوالي 9,887 نسمة.

## تاريخ
المصادر المشار إليها ترجح استيطان بعض القبائل الليبيه القديمة بمدينة سوكنة خلال الألف الأول قبل الميلاد ومن بينها قبيلة البسيلي وقبيلة الناسامونيون التي كان لها دوراً بارزاً في مقاومه الغزاه الإغريق والرومان لعدة قرون وذلك أثناء التحالف المستمر بينها وبين قبيلة الماكاي التي كانت مستقره بمناطف ترهونه وبني وليد وتعاونهما المتواصل مع الفينيقيين بقرطاجه.
وعند اضطرار قبيله الناسمون الي مغادره أماكنها الواقعة جنوب خليج سرت ومن بينها منطقه سوكنه والانسحاب نحو الغرب فقد استقرت بها أفواج من قبائل هواره ومزاته ولواته التي كانت لها مشاركه في مقاومه الغزاة الرومان الي جانب تصديهم بعد ذلك للمقاومة ضد الغزاة الوندال ومن بعدهم البيزنطيين الذين لم يتم التغلب عليهم والتمكن من اجلائهم الا بفعل الفتح الإسلامي.
ولا تزال بقايا القري التي أنشأتها القبائل المذكورة ويطلق عليها اسم «القصور» في عدد من بقايا النخيل القديمة المحيطة بمدينة سوكنه وكذلك بعض آثار المباني المندثرة السابقة للعصور المذكورة.
لقد وفدت الي منطقة سوكنه أفواج من الهجرات العربية بعد الإسلام خلال القرن الحادي عشرالميلادي. وقد أسهمت تلك الهجرات بشكل مباشر في تعريب المنطقة وما زال أثرها حتى الوقت الحالي، حيث قامت بإنشاء بعض القرى وأسهمت بفاعليه في نشر تعاليم الدين الإسلامي.

## جغرافيا
وتقع غربا 13 كم عن هون و 33 كم عن ودان. وبالإضافة إلى سوكنة المركز يوجد منطقتين سكنيتين زراعيتين وهما فرجان والحمام. وتشتهر سوكنة بإنتاج أفضل أصناف التمور مذاقا لتوفر المياه العذبه بها. ومن أرقى الاصناف (دقلة، خضراي، تغيات..الخ).
ومن الأماكن التي يمكن زيارتها بسوكنة هي منتزه قطيفة وسد وادي الوشكة. 
كما يوجد بسوكنة آثار مهمة منها القصر والمسجد العتيق الذي يعود بنائه للقرن الخامس عشر الميلادي. والجدير بالذكر أن الوديان والجبال التي تحيط بسوكنة كانت تعد من أكبر المراعي الطبيعية الخصبة في الاعوام المطيرة، التي إرتادها مالكي المواشي والآبل من سكان سوكنة ومن المناطق المجاورة. 
وتعتبر سوكنة المصدر الرئيسي للمياه العذبة في محافظة الجفرة وتغطي سوكنة احتياجات المنطقة والمناطق المجاورة من الزلط المستخدم في عملية البناء. 
كما تشير الدراسات إلى وجود كميات ضخمة من المواد الخام التي تدخل في إنتاج الاسمنت والتي بالإمكان اقامة مصنع عليها.

## مشاريع زراعية
مشروع نينة الزراعي
 مشروع فرجان الزراعي
يقع في نطاق مدينة سوكنة ويبعد عنها عشرة كيلومتر. ويحتوي مشروع فرجان الزراعي علي 256 وحدة سكنية و256 مزرعة وكل مزرعة مساحتها عشرة هكتار مقسمة الي هكتارين اشجار مثمرة (عنب ورمان وتين ونخيل بجميع أنواعه) اما الثمانية هكتارات الأخرى فهي لزراعة الخضروات والحشائش وكذلك لتربية الحيوانات. حيث وزعت الدولة سنة 1977 هده المزارع والمساكن على المواطنيين القاطميين في مدينة سوكنة وضواحيها (الوشكة وقطيفة)كما يحتوي المجمع السكني علي ثلاث مدارس اتنتان حديث ومسجد وسوق عام ومحلات وجمعية زراعية ومستوصف ومرافق متكاملة من طرق وانارة وارصفة وحديقة. قام بتنفيد مشروع فرجان الزراعي في سوكنة شركة ألمانية عام 1977.
مشروع عافية الزراعي
هو أحد المشاريع الزراعية في سوكنة، ويمتد ما بين منطقة فرجان وقارة عافية بسوكنة ""المكان الذي جرت فيه معركة عافية ضد الاحتلال الإيطالي"". ووفر المشروع في 2006 نحو 200 فرصة عمل، به 67 خزانا للمياه بينها 30 تستخدم لزراعة الأسماك.
يستهدف المشروع البالغ مساحته الإجمالية 10000 هكتار، زراعة 20 مليون
شتلة من الزيتون و10 ملايين فسيلة نخيل بغرض زيادة الغطاء
النباتي. وحتى 2006 تم في ذلك المشروع زراعة 330 ألف فسيلة نخيل و255 ألف شتلة زيتون و 3500 من شتول الكروم والبرتقال والخوخ وأنواع أخرى من أشجار الفاكهة بالإضافة إلى 120 ألف من أشجار الغابات.
مشروع حزام الجفرة الغربي
والذي يقع شمال غرب مدينة سوكنة ومساحته الاجمالية 2034 هكتاراً به 234 مزرعة وبتركيبة محصولية تصل إلى 121600 من شجر النخيل و140400 من شجر الزيتون ومقسمة على عدد 144 مزرعة مساحة 10 هكتارات للنخيل وعدد 90 مزرعة مساحة 6 هكتارات من شجر الزيتون، وبه عدد 1755500 من أشجار مصدات الرياح.
مشروع الـ312
وهو شمال غرب منطقة سوكنة والذي تبلغ مساحته الاجمالية 3120 هكتاراً مقسمة إلى 312 مزرعة مساحة كل مزرعة 10 هكتارات المزروع منها 2 هكتار وهكتاران عبارة عن مشروع خدمي.
وتصل التركيبة المحصولية لكل مزرعة 374من شجر النخيل و748 من شجر الزيتون أي باجمالي يصل إلى 1122 شجرة.
وبه أشجار المصدات والبالغ عددها 561600 شجرة مُزودة بخزان خرساني سعته 100 ألف م3 مربوطة بعدد 78 خزان فرعي خرساني سعته 400م3وكل خزان يغذي عدد 4 مزارع ومصادر المياه فيها من 9 آبار بالإضافة إلى وصلة من خزان الـ240 ألف م3.
مشروع الـ 272
وهو شمال غرب منطقة سوكنة وبمساحة اجمالية 1632 هكتاراً وبه 272 مزرعة.
والتي قسمت إلى 6 هكتارات لكل مزرعة زرع منها 4 هكتارات و2 هكتار خدمي.
وتركيبته المحصولية 55216 من شجر النخيل و110432 من شجر الزيتون والتركيبة المحصولية للمزرعة الواحدة 203 من شجر النخيل و406 من شجر الزيتون وبها ما يقارب من 106957 شجرة من مصدات الرياح.
ويزود هذا المشروع المزارع بالمياه من خزان رئيس سعته 80 ألف م3 مربوطة بعدد 68 خزان فرعي خرساني سعته 400 م3 وكل خزان يغذي 4 مزارع.
وتعتبر مصادر المياه فيه من عدد 3 آبار+ صرف زراعي ـ وصلة من الخزان الرئيس الذي تصل سعته إلى 240 ألف م3.
 مشروع حزام الجفرة الشرقي
الموقع/ القصير ويقع شمال شرق مدينة سوكنة إلى الحدود الجنوبية الغربية لمدينة هون. وتبلغ مساحته الاجمالية 1360 هكتاراً وبه عدد 136 مزرعة مساحة كل مزرعة 10 هكتارات منها 2 خدمي ومزروع منها 8 هكتارات.
والتركيبة المحصولية لمشروع القصير 40800 من النخيل و95200 من شجر الزيتون والتركيبة المحصولية لكل مزرعة 300 نخيل + 700 زيتون وبها عدد 244800 من شجر المصدات.
ويزود مشروع القصير مزارعه بالمياه من خزان رئيس خرساني سعته 80000م3 مربوطة بعدد 34 خزان فرعي خرساني سعته 400م3 وكل خزان يغذي 4 مزارع ومصادر المياه من 16 بئراً عميقاً.